# Gemona del Friuli
Gemona del Friuli is een gemeente in de Italiaanse provincie Udine (regio Friuli-Venezia Giulia) en telt 11.140 inwoners (31-12-2004). De oppervlakte bedraagt 56,2 km2, de bevolkingsdichtheid is 197 inwoners per km2.
De volgende frazioni maken deel uit van de gemeente: Campagnola, Campolessi, Maniaglia en Ospedaletto.

## Demografie
Gemona del Friuli telt ongeveer 4577 huishoudens. Het aantal inwoners daalde in de periode 1991-2001 met 2,2% volgens cijfers uit de tienjaarlijkse volkstellingen van ISTAT.
| Jaar | Inwoneraantal |
| ---- | ------------- |
| 1991 | 11.316        |
| 2001 | 11.070        |

## Geografie
De gemeente ligt op ongeveer 272 m boven zeeniveau en grenst aan de volgende gemeenten: Artegna, Bordano, Buja, Lusevera, Montenars, Osoppo, Trasaghis en Venzone.

## Friuli aardbeving
Op 6 mei 1976 werd de plaats zwaar beschadigd door een aardbeving met een kracht van 6,5 op de schaal van Richter die aan bijna duizend mensen het leven heeft gekost.

## Bekende inwoners van Gemona del Friuli

### Geboren
- Carla Gravina (1941), actrice
- Luca Vuerich (1975–2010), berggids
- Simone Padoin (1984), voetballer
- Stefano Chiapolino (1985), schansspringer
- Marco Beltrame (1986), schansspringer
- Ilaria Mauro (1988), voetbalster

### Overleden
- Ottavio Bottecchia (1894-1927), Italiaanse wielrenner

## Galerij

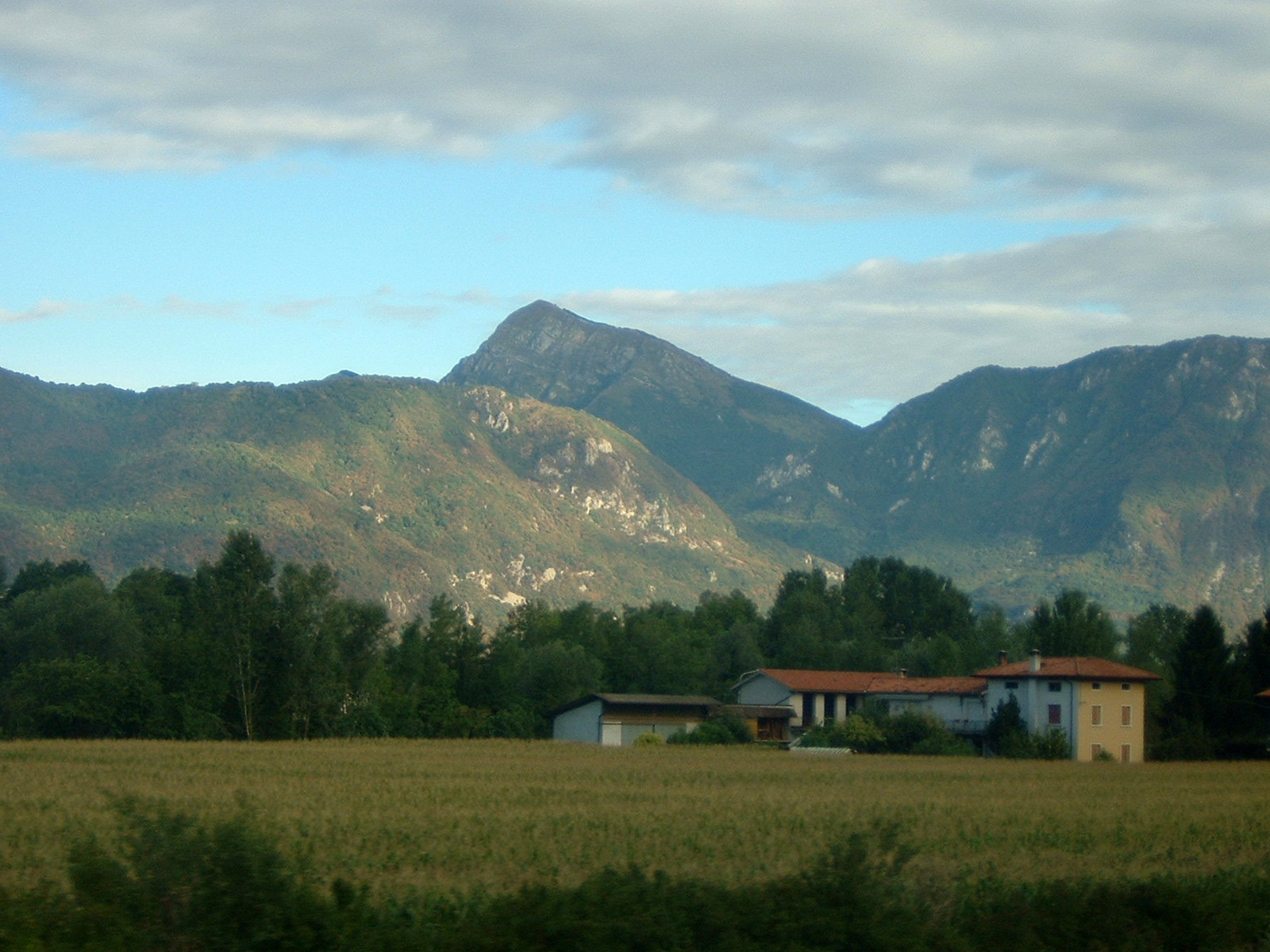
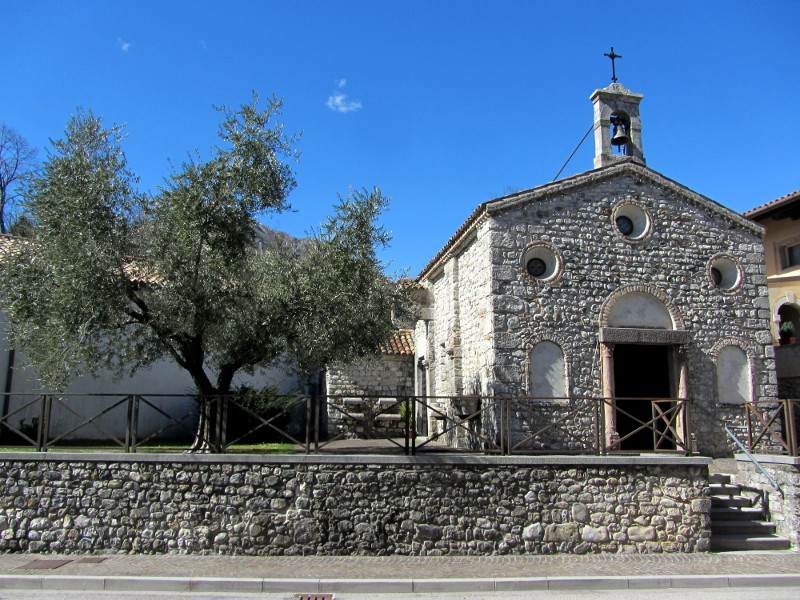
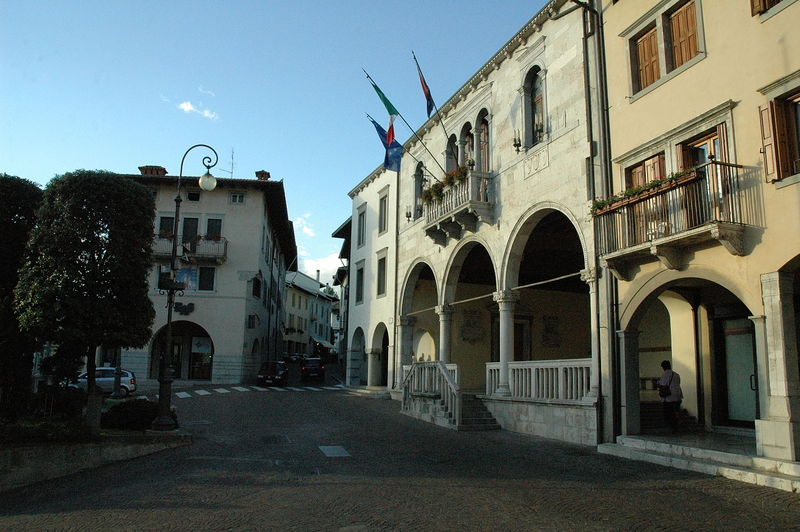
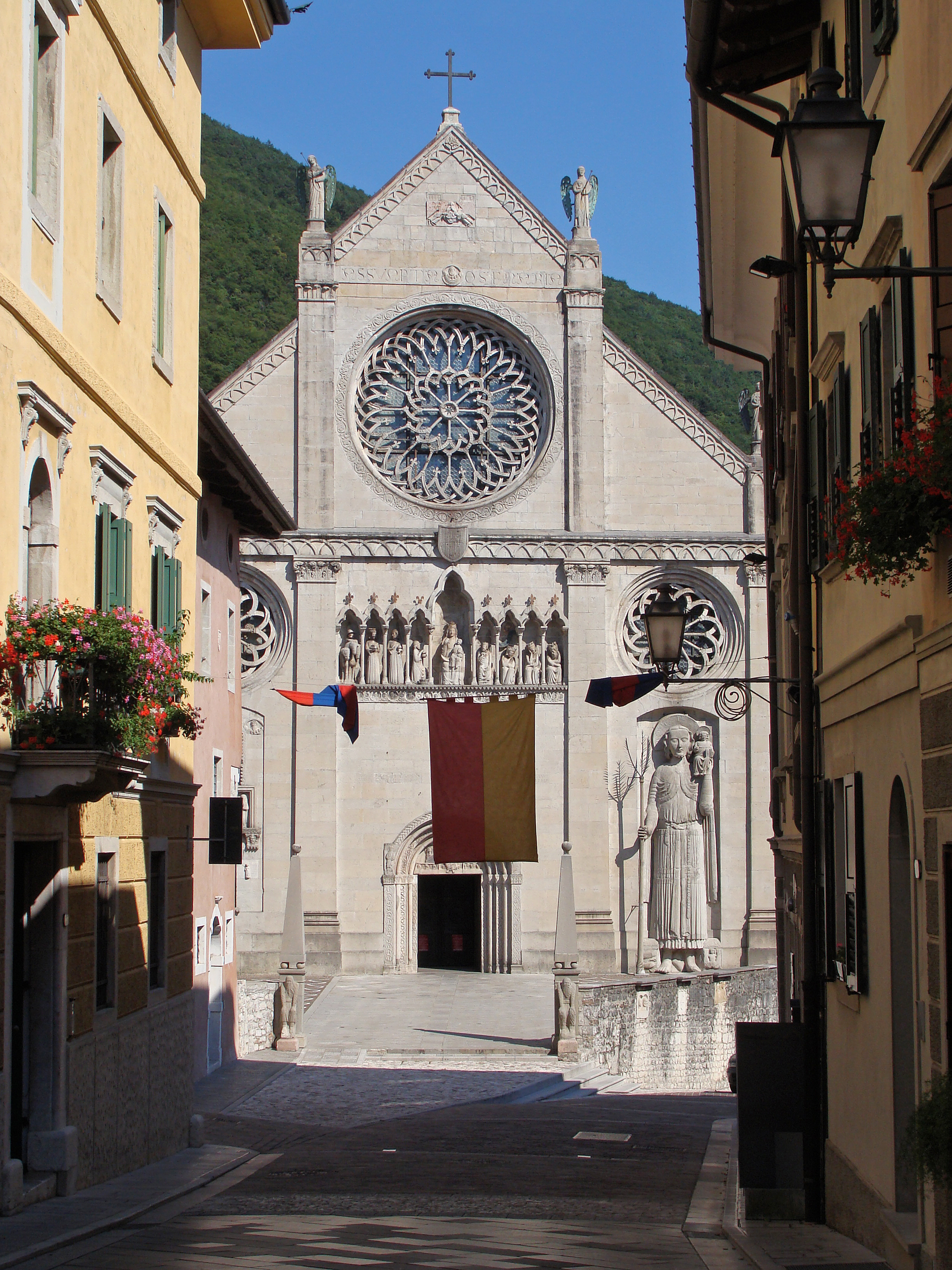
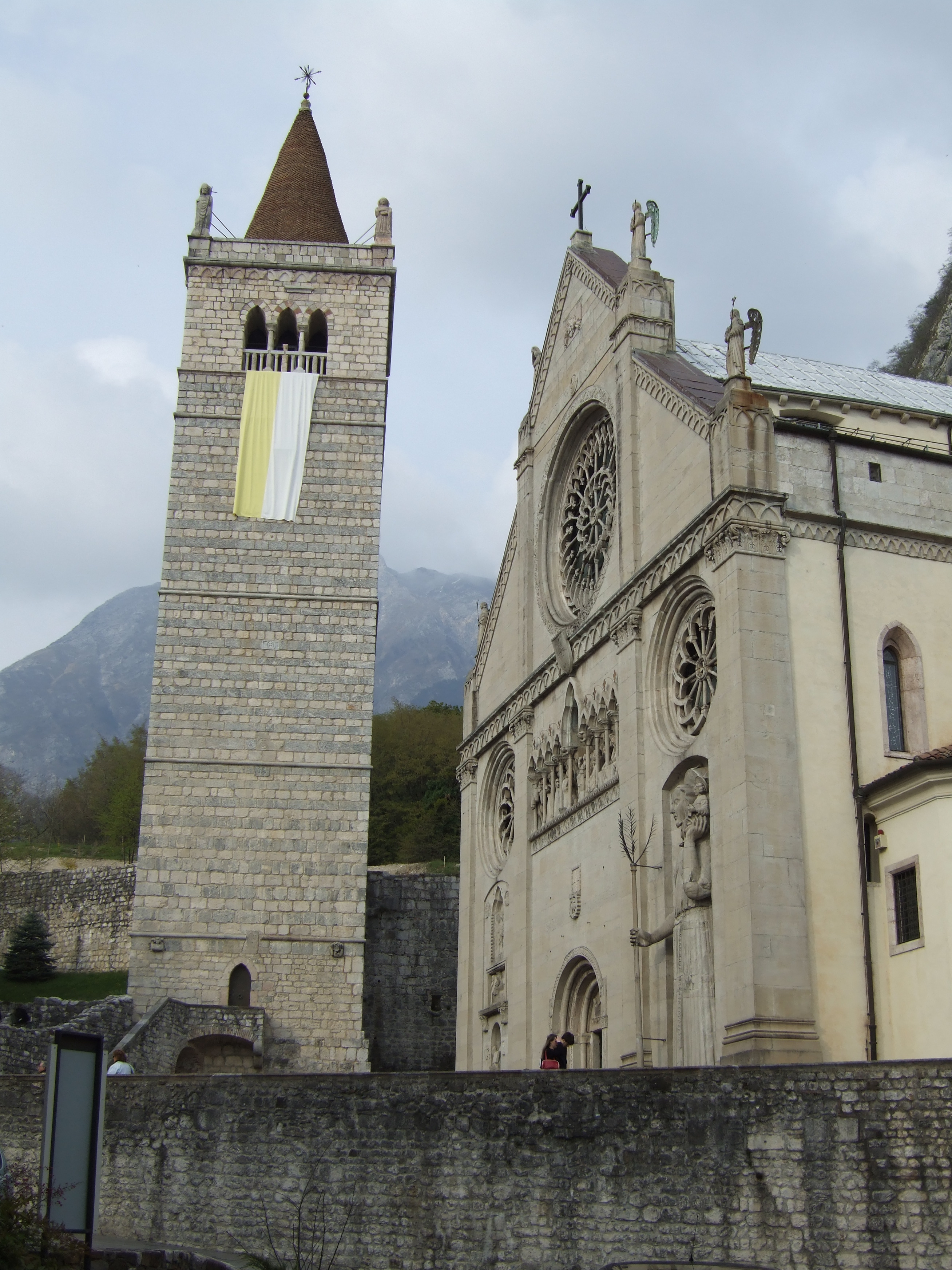
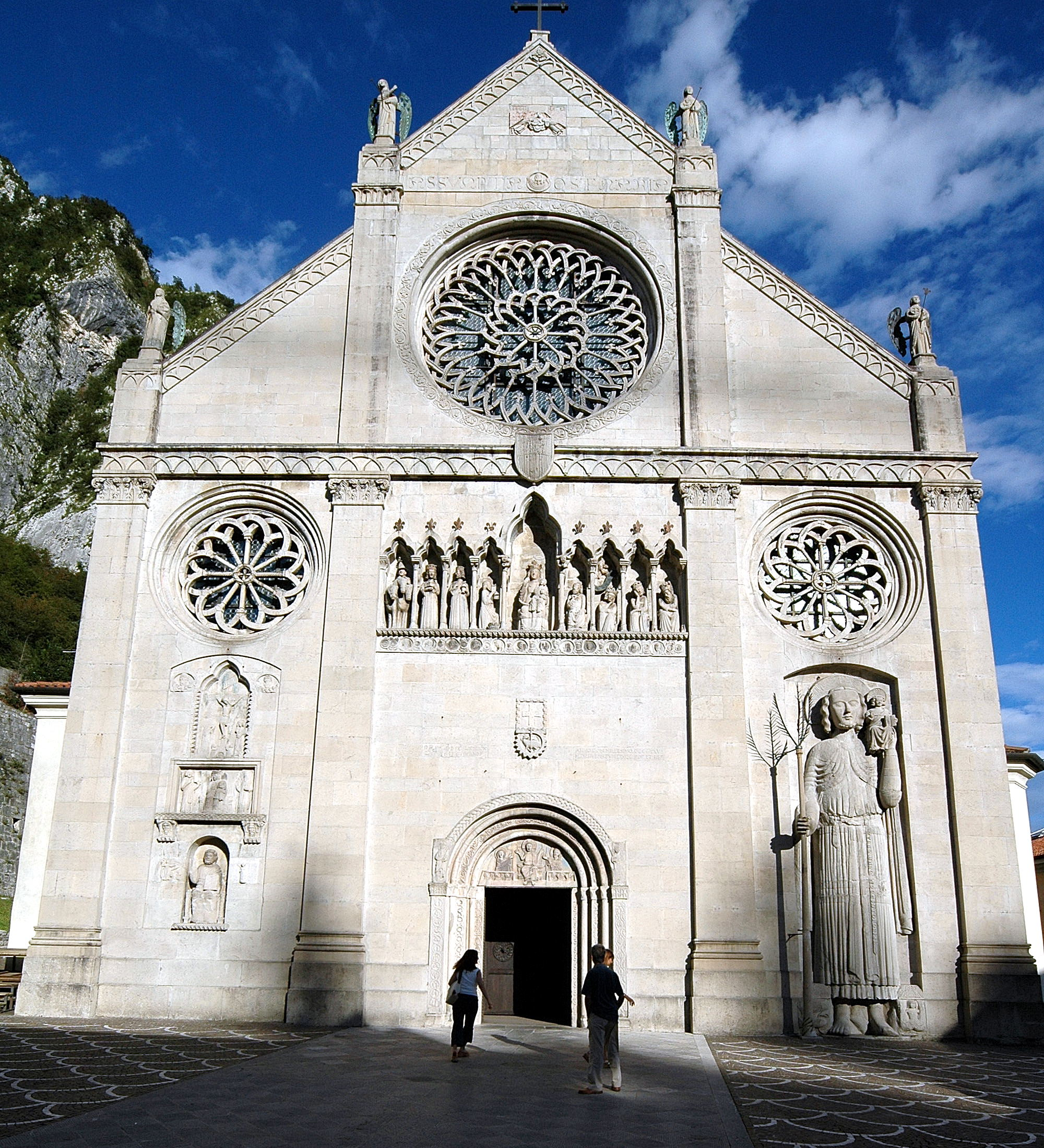

## Trivia
- Op donderdag 21 januari 2010 werd Gemona del Friuli toegevoegd aan Google Street View.

Aiello del Friuli · Amaro · Ampezzo · Aquileia · Arta Terme · Artegna · Attimis · Bagnaria Arsa · Basiliano · Bertiolo · Bicinicco · Bordano · Buja · Buttrio · Camino al Tagliamento · Campoformido · Campolongo al Torre · Carlino · Cassacco · Castions di Strada · Cavazzo Carnico · Cercivento · Cervignano del Friuli · Chiopris-Viscone · Chiusaforte · Cividale del Friuli · Codroipo · Colloredo di Monte Albano · Comeglians · Corno di Rosazzo · Coseano · Dignano · Dogna · Drenchia · Enemonzo · Faedis · Fagagna · Fiumicello · Flaibano · Forgaria nel Friuli · Forni Avoltri · Forni di Sopra · Forni di Sotto · Gemona del Friuli · Gonars · Grimacco · Latisana · Lauco · Lestizza · Lignano Sabbiadoro · Lusevera · Magnano in Riviera · Majano · Malborghetto Valbruna · Manzano · Marano Lagunare · Martignacco · Mereto di Tomba · Moggio Udinese · Moimacco · Montenars · Mortegliano · Moruzzo · Muzzana del Turgnano · Nimis · Osoppo · Ovaro · Pagnacco · Palazzolo dello Stella · Palmanova · Paluzza · Pasian di Prato · Paularo · Pavia di Udine · Pocenia · Pontebba · Porpetto · Povoletto · Pozzuolo del Friuli · Pradamano · Prato Carnico · Precenicco · Premariacco · Preone · Prepotto · Pulfero · Ragogna · Ravascletto · Raveo · Reana del Rojale · Remanzacco · Resia · Resiutta · Rigolato · Rive d'Arcano · Rivignano · Ronchis · Ruda · San Daniele del Friuli · San Giorgio di Nogaro · San Giovanni al Natisone · San Leonardo · San Pietro al Natisone · San Vito al Torre · San Vito di Fagagna · Santa Maria la Longa · Sauris · Savogna di Cividale · Sedegliano · Socchieve · Stregna · Sutrio · Taipana · Talmassons · Tapogliano · Tarcento · Tarvisio · Tavagnacco · Teor · Terzo d'Aquileia · Tolmezzo · Torreano · Torviscosa · Trasaghis · Treppo Grande · Treppo Ligosullo · Tricesimo · Trivignano Udinese · Udine · Varmo · Venzone · Verzegnis · Villa Santina · Villa Vicentina · Visco · Zuglio
1. ↑  https://demo.istat.it/?l=it.